# Органум
Орга́нум (лат. órganum — орган; в етимологічному значенні будь-який інструмент) — жанр і спосіб багатоголосої композиції в епоху Середньовіччя. Історично найбільш рання форма європейської багатоголосої музики. Розрізняють такі різновиди органуму:
- паралельний (головний, заданий голос — cantus primus factus — дублюється в один із консонансів: октаву, квінту, кварту);
- вільний (органальний голос за фактурною функцією незалежний від головного, дописується до нього гоморитмічно, в техніці «нота-проти-ноти»);
- мелізматичний (на один звук головного голосу припадає кілька звуків другого голосу); нижній (по теситурі) витримуваний тон такого органум Анонім IV (XIII століття) називав терміном bordunus (бурдон);
- метризований (головний голос, витриманий великими тривалостями, гармонізується двома-трьома іншими, що були складені в техніці ритмічних модусів).

Паралельний і вільний органум раніше всього описані в анонімних трактатах (т. зв. Псевдо-Хукбальд) IX століття. Мелізматичний органум отримав розвиток у багатоголосній музиці починаючи з XII століття. Метризований органум характерний для багатоголосих церковних творів школи Нотр-Дам (Перотін Леонін, анонімні автори). З клаузул мелізматичнного Органуму в XIII столітті виник мотет.

## Пов'язані статті
- Григоріанський спів
- Мотет
- Музика середньовіччя
- Поліфонія
- Школа Нотр-Дам